# Гриневецкий, Сергей Рафаилович
Серге́й Рафаи́лович Гриневе́цкий (род. 25 сентября 1957 или 1957, Лужанка, Одесская область) — украинский государственный и политический деятель. Глава Одесской областной государственной администрации с 27 ноября 2020 по 2 марта 2022 года. Народный депутат Украины 3-го, 6-го и 7-го созывов, член Комитета Верховной Рады Украины по вопросам национальной безопасности и обороны, член комиссии по помилованию при Президенте Украины.

## Биография
Родился 25 сентября 1957 года в селе Лужанка (Тарутинского района, Одесской области УССР, СССР), украинец; отец Рафаил Трифонович (1930—2003); мать Ольга Ивановна (1935); жена Ольга Андреевна (1956) — по специальности бухгалтер; дочь Елена (1982) — кандидат наук по государственному управлению, работает в Одесском региональном институте государственного управления. Внучки — Дарья и София.

### Образование
Одесский  технологический институт холодильной промышленности (1974—1979), инженер-механик, «Холодильные и компрессорные машины и оборудование»;
Украинская сельскохозяйственная академия (1981—1985), инженер-механик, «Механизация сельского хозяйства».

### Карьера
С октября 1979 по август 1982 года — инженер-технолог, начальник технического обменного пункта, заведующий ремонтных мастерских, заместитель руководителя по материально-техническому обеспечению, Раздельнянское районное производственное объединение по производственно-техническому обеспечению сельского хозяйства Одесской области.
С августа 1982 по июнь 1984 года — 1-й секретарь Раздельнянского РК ЛКСМУ.
С июня 1984 по 1986 год — 2-й секретарь Одесского ОК ЛКСМУ.
С 1986 по июнь 1990 года — 1-й секретарь Одесского ОК ЛКСМУ.
С июня 1990 по август 1991 года — 1-й секретарь Раздельнянского РК КПУ.
С января 1992 по июль 1994 года — генеральный директор Объединения «Одесса-Импекс».
С июля 1994 по сентябрь 1995 года — руководитель секретариата Одесского облсовета.
С сентября 1995 по октябрь 1996 года — заместитель главы по вопросам организационно-кадровой работы, руководитель секретариата Одесской облгосадминистрации.
С октября 1996 по апрель 1998 года — 1-й заместитель главы Одесской облгосадминистрации.
С марта 1998 по 24 марта 1999 года — Народный депутат Украины 3-го созыва, изб. окр. № 143, Одесской области (Яв. 72,5 %, за 44,4 %, 9 соперников. На момент выборов: 1-й заместитель главы Одесской облгосадминистрации).
С июля 1998 года — член Комитета по вопросам социальной политики и труда.
С мая 1998 года — член фракции Народно-демократической партии.
С 26 мая 1998 по 3 февраля 2005 года — глава Одесской облгосадминистрации.
С сентября 1999 по апрель 2002 года — депутат.
С 8 февраля по 22 июля 2005 года — глава Одесского облсовета.
С июля 1998 по февраль 2000 года — член Совета работы с кадрами при Президенте Украины.
С мая 1998 по июль 2000 года — член Комиссии по вопросам морской политики при Президенте Украины.
С ноября 2007 года — Народный депутат Украины 6-го созыва от Блока Литвина (№ 2 в списке, член Народной партии; член Политсовета НП).
С ноября 2007 года — член фракции «Блок Литвина».
С декабря 2007 по июль 2000 года — 1-й заместитель главы Комитета по вопросам национальной безопасности и обороны.
С декабря 2012 по 2014 год — народный депутат Украины, член комитета по вопросам национальной безопасности и обороны.
Продолжает активно заниматься политической, общественной и меценатской деятельностью. Действует как политический эксперт и аналитик, ответственно выполняет свои обязательства согласно статуса Почётный гражданин г. Одесса и Одесской области. Является председателем наблюдательных советов Одесcкой национальной академии пищевых технологий, Благотворительного фонда «Будущее» им. Бориса Литвака и Одесского национального академического театра оперы и балета. Возглавляет Федерацию гандбола Одесской области.
В октябре 2020 года избран депутатом Одесского областного совета от партии «Доверяй делам».
27 ноября 2020 года указом Президента Украины назначен главой Одесской областной государственной администрации. Являлся им по 1 марта 2022 года.

## Политическая деятельность

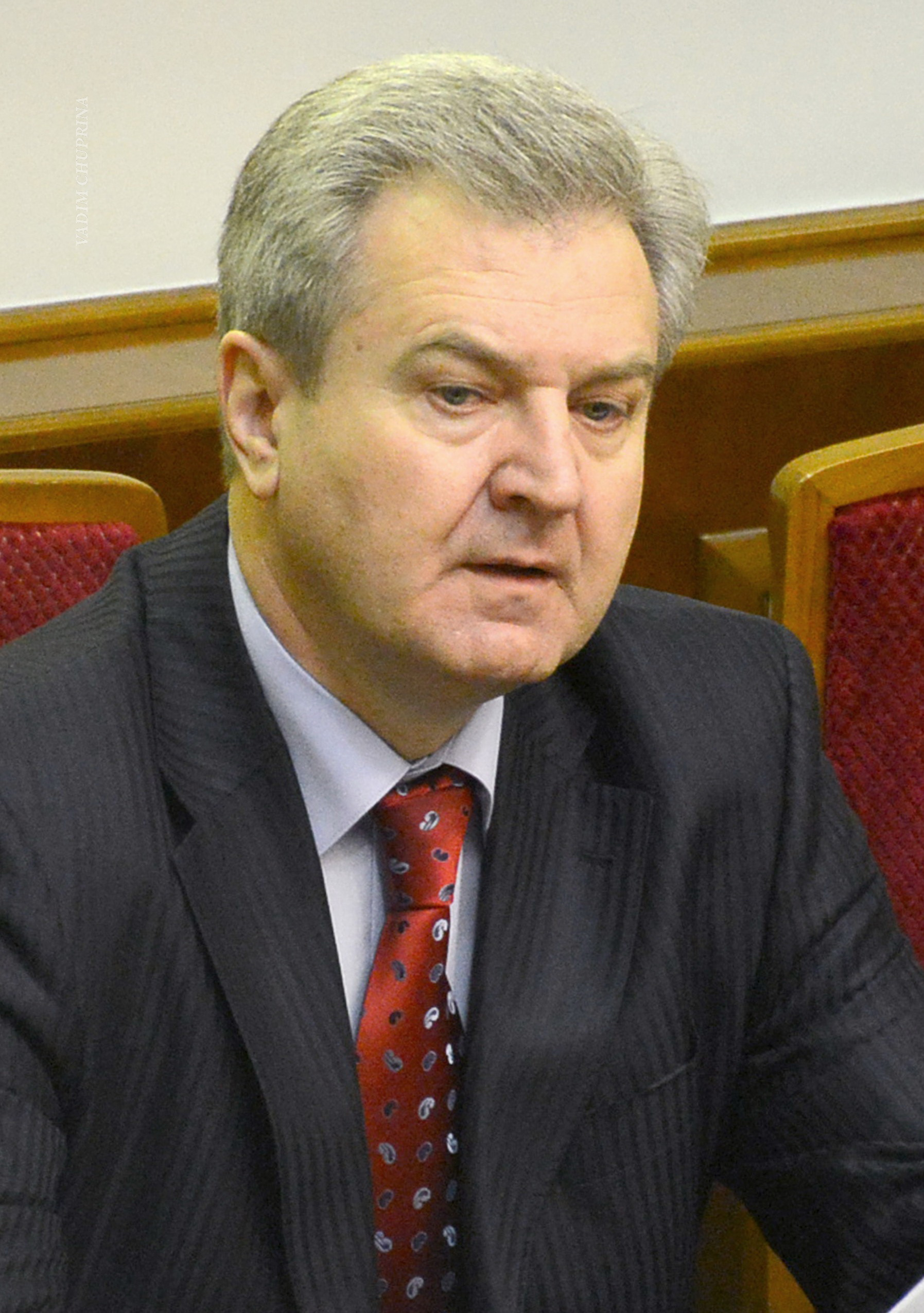
Сергей Гриневецкий в Верховной раде Украины

С 1982 года деятельность Гриневецкого связана с государственным строительством и управлением. В этом году избирается первым секретарем Раздельнянского райкома ЛКСМ Украины, в 1984 году — вторым, а в 1986 году — первым секретарем Одесского обкома комсомола.
В 1990 году возглавлял Раздельнянский районный комитет Компартии Украины. Впрочем длительное время поработать ему на этой должности было не суждено. Путч, провозглашение независимости, запрет Компартии. В течение полугода не мог трудоустроиться, даже рядовым инженером. Спустя некоторое время Сергей Гриневецкий возглавил объединение «Одесаимпекс».
В 1994 году возвращается в политику в качестве руководителя секретариата областного совета. Впоследствии, становится заместителем и первым заместителем председателя Одесской областной государственной администрации.
В 1998 году Сергей Гриневецкий избирается народным депутатом Украины по 143-му избирательному округу Одесской области.
В мае 1998 года Президент Украины назначает Сергея Рафаиловича Гриневецкого главой Одесской областной государственной администрации. На этом посту политик работает почти семь лет. Под его руководством Одесская область стала одним из ведущих регионов Украины, в том числе в агропромышленном комплексе — за семь лет область четыре раза выходила на более чем 3-х миллионный рубеж по валовому сбору зерна; построена одна из мощнейших в Европе Тарутинская газокомпрессорная станция; проведена масштабная газификация сельских районов области, газифицированы все города областного значения (за семь лет газифицировано населенных пунктов больше чем за все годы советской власти).
Таким образом, этот период был отмечен началом реализации ряда масштабных проектов, а его отличительной чертой стало перерастание региональных проектов в общенациональные: утверждение Кабинетом министров Украины комплексных программ развития Придунавья и развития города Одесса; реставрация Одесского национального академического театра оперы и балета; Комплексная программа развития острова Змеиный. В 2002 году по инициативе Гриневецкого была принята программа «Региональная инициатива 2002—2006», которая представляла собой программу среднесрочного действия и предполагала конкретные направления работы, включая возведение отдельных объектов.
В 1998 году Одесская область вместе с уездами Румынии и Молдовы образовала Еврорегион «Нижний Дунай», став впоследствии членом Ассоциации пограничных регионов Европы, Ассоциации винодельческих регионов Европы, Конференции Приморских регионов Европы, а сам Сергей Гриневецкий был избран членом бюро этих организаций.
В 2003 году в Одессе был создан Постоянно действующий рабочий совет глав регионов Украина и России «Содружество регионов», сопредседателями которой стали губернатор Орловской области Егор Строев и глава Одесской облгосадминистрации Сергей Гриневецкий.
В марте 2005 года после известных событий, получивших название «оранжевая революция», Сергей Гриневецкий покинул пост главы Одесской облгосадминистрации и был избран председателем Одесского областного совета. Однако в июле того же года политик подал в отставку «по этическим соображениям». Тем не менее, политическую карьеру Гриневецкий оставлять не собирался, и уже на местных выборах 2006 года возглавил избирательный штаб Народного блока Литвина и список Блока в Одесский областной совет. Блок Литвина прошел в областной и во все районные советы. В областном совете образуется депутатская фракция Народной Партии «Народная инициатива».
На досрочных выборах 30 сентября 2007 г. Сергей Гриневецкий был избран народным депутатом Украины от Блока Литвина (второй номер в избирательном списке). За текущую депутатскую каденцию им были внесены 51 законопроект и поправки к 15 законам. Указанные законодательные инициативы касаются вопросов обеспечения жильём граждан, в частности молодежи; социального, медицинского и пенсионного обеспечения ветеранов и пожилых людей; сохранения исторических застроек и памятников архитектуры, развития украинского Причерноморья.
На выборах в Верховную раду 30 октября 2012 года был избран народным депутатом Украины по 134-му мажоритарному округу г. Одессы. Член комиссии по помилованию при Президенте Украины. На местных выборах 2020 г. баллотируется в депутаты областного совета от партии мэра Одессы Геннадия Труханова «Доверяй делам». 27 ноября 2020 года указом Президента Украины назначен главой Одесской областной государственной администрации.

### Научная и публицистическая деятельность
Является автором многочисленных статей и исследований а также ряда книг, среди которых «Черноморская энциклопедия» (ISBN 5-7133-1273-9) и «Черноморский узел» (ISBN 978-5-7133-1294-7), «Геополитическое казино Причерноморья» (ISBN 978-5-478-01224-3), «Дунайская энциклопедия» (ISBN 978-5-7133-1348-7), «Заявка на самоубийство: зачем Украине НАТО?» (ISBN 978-966-507-249-2, ISBN 978-966-03-4735-9).
Читает публичные лекции в вузах Украины по вопросам национальной безопасности и обороны, государственного управления и местного самоуправления, региональной политики.
Принимает активное участие в международных научных конференциях, чтениях, круглых столах.

## Награды и звания
- Орден князя Ярослава Мудрого IV степени (23 августа 2004 года) — за выдающийся личный вклад в государственное строительство, социально-экономическое и культурное развитие Одесской области[29].
- Орден князя Ярослава Мудрого V степени (21 августа 2001 года) — за значительный личный вклад в социально-экономическое и культурное развитие Украины, весомые трудовые достижения и по случаю 10-й годовщины независимости Украины[30].
- Орден «За заслуги» I степени (25 сентября 2012 года) — за значительный личный вклад в государственное строительство, многолетнюю плодотворную законотворческую и общественно-политическую деятельность[31].
- Орден «За заслуги» II степени (20 августа 2010 года) — за значительный личный вклад в социально-экономическое, научно-техническое и культурное развитие Украинского государства, весомые трудовые достижения, многолетний добросовестный труд и по случаю 19-й годовщины независимости Украины[32].
- Орден «За заслуги» III степени (21 августа 1999 года) — за самоотверженный труд, выдающиеся личные заслуги в государственном строительстве, социально-экономическом, научно-техническом и культурном развитии Украины и по случаю 8-й годовщины независимости Украины[33].
- Орден Дружбы (21 сентября 2002 года, Россия) — за большой вклад в развитие дружбы и сотрудничества между народами Российской Федерации и Украины[34].
- Орден Почёта (29 июля 2004 год, Молдавия) — за значительный вклад в сооружение Мемориального комплекса «Шерпенский плацдарм», особые заслуги в сохранении и пропаганде историко-культурного наследия и в военно-патриотическом воспитании молодого поколения[35].
- Орден «Мадарский всадник» II степени (8 апреля 2003 года, Болгария) — за особенный личный вклад в развитие болгаро-украинских отношений[36].
- Орден Межпарламентской Ассамблеи стран-участниц СНГ «Содружество».
- Звание «Почётный гражданин Одесской области» (В решении Одесского областного совета о присвоении Гриневецкому звания «Почетный гражданин Одесской области», в частности, отмечалось: «За весомый личный вклад в области государственного строительства и местного самоуправления, личные заслуги в содействии экономическому, научно-техническому и социально-культурному развитию Одесской области, повышение её авторитета как на государственном, так и на международном уровнях, высокое профессиональное мастерство и выдающиеся организаторские способности, благотворительную деятельность и активную гражданскую позицию», 2012 год).
- Звание «Почётный гражданин Одессы» (2017).
- Звание «Почётный гражданин города Раздельная» (26 августа 2004 года)[37].
- Почётная грамота Кабинета Министров Украины (1998).
- Почётная грамота Верховной Рады Украины (2002).
- Почётный Знак Одесского городского головы им. Г. Г. Маразли III ст.(2004), ІІ ст.(2010), I ст.(2013).
- Пятикратный чемпион Европы по гандболу среди мастеров («50++»)в составе команды «Одесса» (Пореч, Хорватия, 2016; Порту, Португалия, 2017; Инсбрук, Австрия, 2018; Турин, Италия, 2019). и  "+55" (Гранольерс, Испания, 2022)